# Hunnemannia
Hunnemannia é um género botânico pertencente à família Papaveraceae.
1. ↑  «Hunnemannia — World Flora Online». www.worldfloraonline.org. Consultado em 19 de agosto de 2020